# ベン・トーマス (写真家)
ベン・トーマス（英語: Ben Thomas）は、オーストラリア生まれの写真家。ミュージックビデオの制作でスキルを磨き、その後スチル写真の撮影を中心に活躍している。ミニチュア風撮影技法を得意としている。

## 生い立ち
ベン・トーマスは1981年にオーストラリアのアデレードで生まれた。ミュージックビデオの制作で写真撮影のスキルを磨いた後、トーマスはメルボルンに移り、一眼レフの静止画撮影に活躍する場所を切り替えた。

## 写真家としてのキャリア
トーマスは、さまざまな写真撮影および後処理技術を使用しており、主に色、遠近法、および「ティルトシフト撮影」と呼ばれるミニチュア風撮影技法を使用している。
国際的に評価され、アップル、アドビに取り上げられ、2008年の「ACMP Projections Art Photographer of the Year Award」とともに「2018 Hasselblad Masters」を受賞した。
2015年には雑誌125でOLYMPUS VISION AWARDを受賞した。また、2015年のデスクトップクリエイトアワード写真部門の優勝者でもある。
ヘリコプターを使用してハイアングルの写真を撮影し、2007年に世界中のいくつかの都市を描いた「Cityshrinker」というミニチュアシリーズを作成した。この作品は、著書「Tiny Tokyo; The Big City Made Mini.」にまとめられた。
「Accession」と名付けた写真集も制作しており、この中では、大都市の風景が万華鏡風に撮影されている。作例は風景写真や静止画を数多く収録している。彼は、ソニーのXperia アカデミーの一環としてソニーを代表し、ソニーの主力モバイルカメラの機能を披露した。
ニューヨーカー マガジンから、2016年3月7日号の短編「Buttony」のアートワークを依頼され、2017年3月にはフォトエッセイ「Dubai, the worlds Vegas」のアートワークを依頼された。トーマスの「Chroma」シリーズは、Apple の 2018 iPad Pro 発表でも取り上げられた。
2018年、ハッセルブラッド・マスターズ・アワードを受賞し、現在は同ブランドのアンバサダーを務めている。